# Jelowka (Kamtschatka)
Die Jelowka (russisch Ело́вка) ist ein linker Nebenfluss der Kamtschatka auf der Kamtschatka-Halbinsel.
Die Jelowka entspringt südlich des Schildvulkans Jelowski an der Ostflanke des Sredinny-Höhenrückens. Sie fließt anfangs in östlicher Richtung, wendet sich dann aber nach Süden und fließt parallel zum Sredinny-Höhenrücken bis zu ihrer Mündung westlich von Kljutschi in die Kamtschatka. Die Jelowka hat eine Länge von 244 km und entwässert ein Areal von 8240 km². 
In der Jelowka findet man die Regenbogenforelle, den Japan-Saibling und Äschen ganzjährig. Verschiedene Lachsfische nutzen den Fluss als Laichplatz, darunter Rotlachs, Ketalachs, Buckellachs und Silberlachs.